# Битка код Калчината
Битка код Калчината је била битка током Рата за шпанско наслеђе која се одиграла 19. априла 1706. годинена италијанском бојишту. Француско-шпанске снаге које је предводио маршал Вендом однеле су победу над снагама Хабзбуршке монархије. Француско-шпанске снаге изгубиле у 500 људи док су аустријски губици износили 6000 људи.